# Mirbelia subcordata
Mirbelia subcordata es una especie de planta floral del género Mirbelia, familia Fabaceae, orden Fabales.

## Distribución
Se distribuye por Australia Occidental.

## Taxonomía
Fue descrita por Turcz. y publicada en Bull. Soc. Imp. Naturalistes Moscou 26(I): 282 (1853).